# تليل (فلسطين)
تليل كانت قرية فلسطينية تبعد 14.5 كيلومتر شمال شرق مدينة صفد. كانت القرية تنهض فوق تل رملي صغير على الشاطئ الجنوبي الغربي لبحيرة الحولة، قرب المكان الذي ينتهي فيه نهرا الحنداج ووقاص في البحيرة. وكان موقعها القائم على قمة التل يحميها من الفيضانات. و قد اعتبر الكثيرون من العلماء التل الذي بنيت القرية عليه قائماً في موضع بلدة ثيلا الرومانية. في سنة 1596, كانت تليل قرية في ناحية جيرة (لواء صفد)، وعدد سكانها 215 نسمة. وكانت تؤدي الضرائب على عدد من الغلال كالقمح والشعير، بالإضافة إلى عناصر أخرى من الإنتاج كخلايا النحل والجواميس. وكانت منازلها، المبنية بالطين والقصب متراصفة بعضها قرب بعض.
في الأزمنة الحديثة، تمددت القرية في اتجاه الغرب. وفي نهاية الانتداب البريطاني، كانت قد اقتربت من قرية الحسينية التي كانت تتوسع صوب الشرق، وبذلك باتت الاثنتان عمليا قرية واحدة مع مرافق مشتركة، منها مدرسة أنشأتها الجمعية المحلية لتطوير القرية. وكان سكان القريتين كلهم من المسلمين. وكانت الزراعة أهم موارد عيشهم، فكانوا يزرعون الحبوب والخضروات في الدرجة الأولى، وإن كان بعضهم يعنى بتربية الجواميس، والبعض الآخر بصيد السمك. في 1944\1945، كان ما مجموعه 3388 دونماً مخصصاً للحبوب و 22 دونماً مروياً أو مستخدماً للبساتين.
إنحدر جزء من سكان القرية من أصول جزائرية ومن أبطالها موسى حج حسين الكبير الذي فجر البريطانيون بيته لنشاطه في ثورة 1936 بتهمة التحريض وتجنيد المقاتلين ضد بريطانيا.
احتلت تليل في سياق عملية يفتاح. وكانت القرى المجاورة خلت، في معظمها من سكانها جراء القصف بمدافع الهاون وحملة الحرب النفسية تحقيقاً لإفراغ الجليل الشرقي من سكانه.

## وصلات خارجية
- موقع فلسطين في الذاكرة